# Мајкл Нури
Мајкл Нури (енгл. Michael Nouri; Вашингтон, САД, 9. децембар 1945) амерички је глумац.
Од 1969, када је први пут наступио на филму, глумио је у преко 100 филмова и ТВ серија.
Најпознатији по улози Ника Харлија у филму Флешденс из 1983. Женио се два пута: са Лин Голдсмит (1977—1978) и Вики Лихт (1986—2001). Има две ћерке — Џенифер и Хану.